# Dichaetophora
Dichaetophora es un género monotípico de plantas herbáceas, perteneciente a la familia Asteraceae. Su única especie Dichaetophora campestris, es originaria de Norteamérica.

## Descripción
Es una planta anual que alcanza un tamaño de 4-24 cm de altura.  Tallos erectos o decumbentes, simples o ramificados, escasamente estrigosos. Hojas basales y caulinares. Involucro hemisférico, (3-4.5 ×) 5-7 mm. filarios 16-25 en 2 series, lígulas 15-25, pistiladas, fértiles. Las corolas de color lavanda con tintes  blancos. Cypselas (marrón) a obovoides ampliamente elipsoide, fuertemente comprimidas, los márgenes de color claro.

## Distribución
Se encuentra en Texas y norte de México.

## Taxonomía
Dichaetophora campestris fue descrita por Asa Gray y publicado en Memoirs of the American Academy of Arts and Science, new series 4(1): 73–74. 1849.
Sinonimia
- Boltonia campestris (A.Gray) Benth. & Hook.f.
- Boltonia campestris (A.Gray) Hemsl.[4]